# Ali Radjel
Ali Radjel Cheikh Bachir (en arabe : علي رادجيل شيخ بشير) (né le 18 janvier 1998 au Sahara occidental) est un footballeur mauritanien qui évolue au poste d'ailier gauche.
Il évolue actuellement pour le club espagnol CD Numancia.